# Олексіївка (Кам'янський район)
Олексі́ївка — село в Україні, у Божедарівській селищній громаді Кам'янського району Дніпропетровської області.
Орган місцевого самоврядування — Божедарівська селищна рада. Населення — 233 мешканця.

## Населення

### Мова
Розподіл населення за рідною мовою за даними перепису 2001 року:
| Мова            | Кількість | Відсоток |
| --------------- | --------- | -------- |
| українська      | 210       | 90.13%   |
| російська       | 20        | 8.58%    |
| циганська       | 1         | 0.41%    |
| інші/не вказали | 2         | 0.88%    |
| Усього          | 233       | 100%     |

## Географія
Село Олексіївка примикає до смт Божедарівка, на відстані 1 км знаходиться село Вільне. По селу протікає пересихаючий струмок з загатою. Через село проходять автомобільна дорога М04 (E50) і залізниця, станція Божедарівка за 1 км.